# Вук Церовић
Вук Церовић (Модри до код Бијелог Поља, 1946) писац је за децу и одрасле.

## Биографија
Вук Церовић је рођен 1946. године у Модрима код Бијелог Поља. Гимназију је завршио у Бијелом Пољу, а основне студије славистике (Друпа за руски језик и књижевност) на Филолошком факултету у Београду. Магистрирао на делу Стефана Митрова Љубише и докторирао на делу Николе Лопичића на Групи за југословенску књижевност на истом факултету. Радио је као професор у основној и средњој школи, као саветник у Министарству просвете и као професор Дечје књижевности на Филозофском и Филолошком факултету у Никшићу (Црна Гора).
Пише прозу за децу и одрасле и књижевну критику. Највећи број критичарских радова објавио је о делима из црногорске, српске и дечје књижевности. Објавио више десетина есеја и критика у стручним и научним часописима у Црној Гори, Србији, Босни и Херцеговини, Хрватској, Словенији. Превођен на словеначки, руски, шведски, енглески језик.

### Књиге за одрасле
- Дрхтај на рубу (приче), Побједа, Титоград,1978.
- Љето у Дуракову (роман), Побједа, Титоград, 1985.
- Приче са периферије (приче), Књижевне новине, Београд, 1986.
- Туђи живот (приче), Универзитетска  ријеч, Никшић, 1998.
- Зле године (роман), Политика у наставцима, Књижевне новине, Београд, 1989.
- Јесен у прољеће (роман), Политика у наставцима, Београд
- Круг (трилогија романа) Зле године, Јесен у прољеће, Љето у Дуракову, Либертас, Бијело Поље, 1997.

### Књиге за децу
- Благо испод наше крушке (приче за децу), Свјетлост, Сарајево, 1984.
- Коло, Никшић, 1998.
- Рођаци из Лазина (приче за децу), Нолит, Београд, 1990, ауторско издање 2002.

По овој  књизи у ТВ Београд снимљена серија Рођаци из Лазина и филм за децу и омладину Урош Блесави са Љубишом Самарџићем у главној улози.
- Храбри дјечак Дроњо[3] (роман за децу), Нолит, Београд, 1991, ауторско издање 1995, Bookland, Београд, 1999, Школа славянских яазыков, Јекатеринбург, Русија, 2000, Друштво пријатеља умјетности, Подгорица, 2007.

Роман је награђен наградом Политикин забавник као најбоља књига за децу на српско-хрватском језичком подручју објављена 1991.
- Дјечак тражи оца (роман за децу), наставак романа Храбри дјечак Дроњо, Bookland, Београд, 1998.
- Преци и потомци (избор из стваралаштва за децу за едицију Дјечја књижевност народа и народности Босне и Херцеговине у 20 књига, избор Драгољуб Јекнић и Аљоша Мусић), Веселин Маслеша, 1990. године.

### Радио драме за децу
- Баба Јања, Радио Сарајево, август 1983.
- Мргодни комшија Јанко, Радио Загреб, дечји програм
- Утакмица на брду код храста, Радио Сарајево, мај 1984.
- Бјелица, Радио Загреб (дјечји програм), 1987.
- Тетак Иван јагње коље, Радио Сарајево,1985.
- Радован Залудник, Радио Сарајево, 1985.[4]
- Дјеца Новака Марковића, Радио Загреб, дечји програм.

### Студије
- Свијет Лелејске горе Михаила Лалића, Октоих, Подгорица, 2001.
- Причања Вука Дојчевића Стефана Митрова Љубише (магистарска теза одбрањена на Филолошком факултету у Београду), Културно-просвјетна заједница Подгорице, Подгорица 2000.
- Никола Лопичић, (прерађена докторска теза одбрањена на Филолошком факултету у Београду), Змај, Нови Сад.

### Радови саопштени на скуповима међународног значаја
- Функција детаља у причама А. П. Чехова, Конгрес слависта Југославије, Сарајево, 1985, (зборник Сарајевски славистички дани, Сарајево, 1985. године), Израз, Сарајево.
- Јунаци Причања Вука Дојчевића, научни скуп Умјетност приповиједања Стефана Митрова Љубише, Будва, 1999. године. Рад објављен у зборнику Омаж Данилу Кишу, Будва, 2001.
- Збиља и фикција у роману Питома лоза Душана Ђуровића, научни скуп Књижевно дјело Душана Ђуровића, ЦАНУ, Подгорица, 2001, (рад објављен у истоименом зборнику)

### Радови објављени у међународним часописима и гласилима
- Два трајна Андрићева мотива, Република, Бања Лука, 2000.
- Апсурд као укидање бајке код Франца Кафке, Српски радио, Бања Лука, 2000.
- Роман о патњи и синовима, роман о апсурду (о роману Миодрага Булатовића Црвени петао лети према небу), Српски радио, Бања Лука 2000. године, Република, Бања Лука, 2000.
- Казивање о патњи (о роману Мила Кордића Манито село Красово), Република, Бања Лука 2001.
- Структура и композиција бајке, Детињство, Нови Сад, 2007.
- Ћопићева тужна бајка, Дијаспора, двојезични српско-шведски часопис за културу, нет издање, Стокхолм, 2007.
- Крајишници Петра Кочића, Дијаспора, двојезични српско-шведски часопис за културу, нет издање, Стокхолм, 2007.
- Бојни покличи и јауци са Змијања, Дијаспора, двојезични српско-шведски часопис за културу, нет издање
- Српске народне приповијетке, Дијаспора, двојезични српско-шведски часопис за културу, нет издање
- Српске народне пословице (на српском и на шведском језику), Дијаспора, двојезични српско-шведски часопис за културу, нет издање, Стокхолм, 2007.
- Пословице из Вуковог Буквара, Дијаспора, двојезични српско-шведски часопис за културу, нет издање, Стокхолм, 2008.
- Значај гусала у формирању српске културе, Дијаспора, двојезични српско-шведски часопис за културу, нет издање, Стокхолм, 2019.

### Приређене књиге лектире
- Душан Костић, Гора Коштанова
- Албер Ками, Странац
- Ги де Мопасан, Приче
- Лав Толстој, Хаџи Мурат
- Петар Кочић, Приче
- Иво Андрић, Приповијетке
- Марк Твен, Доживљаји Тома Сојера
- Џек Лондон, Зов дивљине

### Карактеристични есеји
- Џелалије (јунаци-злочинци у делу Ива Андрића), Живот, Сарајево
- Вихор у азурној степи (о причама Михаила Шолохова), Овдје, Титоград
- Јунак и језик у Причањима Вука Дојчевића С. М. Љубише, Овдје, Титоград
- Мали људи  А.П. Чехова, Одзиви, Бијело Поље
- Сан као трагање за идентитетом (о сновима Лада Тајовића), Овдје, Титоград,  Казивање о Босни и бошњацима у причама Дервиша Сушића, Овдје, Титоград
- Историја као судбина народа (о роману М. Лалића Докле гора зазелени), Живот, Сарајево
- Лелејска гора и Горски вијенац, Венац, Горњи Милановац
- Виђење историје у Лелејској гори, Стварање, Титоград
- Шта је Невидбог (оглед о роману Риста Ратковића), Стварање, Подгорица
- Немоћ интелигенције (оглед о роману Киклоп Ранка Маринковића), Живот, Сарајево
- Српска народна бајка - прича раскошне структуте, Марибор центар европске културе (на словеначком и на енглеском језику)
- Роман о сновима, роман оапсурду (оглед о роману Црвени петао лети према небу Миодрага Булатовића), ЦАНУ, Подгорица
- Усуд жене у дјелу Ива Андрића, ЦАНУ Подгорица

У више од сто радова писао је о делима Лава Толстоја, Ги де Мопасана, Кафке, Камија, Шолохова, Чехова, Марка Твена, Џека Лондона, Ива Андрића, Ранка Маринковића, Риста Ратковића, Његоша, Стефана Митрова Љубише, Николе Лопичића, Петра Кочића, Бранка Ћопића, Миодрага Булатовића, Ћамила Сијарића, Чеда Вуковића, Душана Ђуровића, Драгомиру Брајковићу, Милу Кордићу, Жарку Ђуровићу, Душана Ђуришића, Душана Костића, Ратка Делетића, Хилма Хаџића, Мироја Вуковића...